# Cuxhaveni rajtaütés
A cuxhaveni rajtaütés avagy karácsonyi támadás (angol: Cuxhaven raid; német: Weihnachtsangriff) egy tengerről indított brit légitámadás volt a Császári Haditengerészet Cuxhaven környékén lévő létesítményei ellen az első világháború elején, 1914. Karácsony napján. A hadművelet célja a nordholzi léghajóhangár helyzetének meghatározása és a benne lévő léghajók megsemmisítése volt.
Ennek során repülőgép-anyahajókat küldtek könnyű hadihajók és tengeralattjárók támogatásával a német partok közelébe, ahonnan azok vízre tett hidroplánjai az így már hatósugarukon belül lévő célterületet elérhették. A kedvezőtlen időjárási körülmények és az erős légelhárító tűz nem tette lehetővé a hangár felderítését, az alternatív célpontokra ledobott bombák pedig nem okoztak jelentős károkat.
Az egész hadművelet elsődleges célja a német flotta kicsalogatása és nagy erőkkel való megsemmisítése lett volna, ami szintén nem járt sikerrel. Ennek ellenére az akció, mint az első légi-tengeri kombinált támadó hadművelet mérföldkőnek számít hadászati szempontból.

## Előzmények
Már az első világháború előtt elterjedt Angliában az a félelem, hogy a németek egy esetleges háború kitörésekor hatalmas léghajóflottával támadnának a szigetországra. 1914-ben azzal számoltak, hogy a németek 30 bevethető, legalább hat ágyúval és 7 tonnányi bombával felszerelt léghajóval rendelkeznek. Ezeket az elképzeléseket a sajtó is terjesztette, ezáltal is feltüzelve a németellenes érzelmeket.
Valójában Németország a világháború kitöréséig összesen 26 léghajót gyártott, melyek nagy része kisméretű kísérleti léghajó volt és egy részük már meg is semmisült. Katonai használatra mindössze hét volt közülük alkalmas, de ezeket is felderítési célokra tervezték alkalmazni. A háború előtt csak egyetlen alkalommal hajtottak végre jelentősebb bombázási gyakorlatot léghajóval. Ilyen feladatra nem rendelkeztek sem bombavetésre alkalmas felszereléssel, sem célzókészülékekkel, fegyverzetüket pedig pár géppuska alkotta mindössze. Az antant légiflottája ugyanekkor 16 hadra fogható léghajóval rendelkezett.
A háború első heteiben a várt támadások elmaradásával a britek fellélegeztek, azonban az augusztus 24-én és szeptember 2-án Antwerpent ért légitámadások után ismét számba vették egy német léghajótámadás lehetőségét. Az esetleges támadások kivédésére nem állt rendelkezésükre szabad erő, miután a Királyi Repülőhadtest (Royal Flying Corps) csaknem összes repülőgépét és pilótáját Franciaországba küldték. Így a brit partok védelme a Királyi Haditengerészet Légi Szolgálatára (Royal Naval Air Service – RNAS) lett bízva szeptember 3-tól. A partok védelmére őrjáratokat indítottak, de hamar belátták, hogy ezek révén nem tudnának hatékonyan védekezni több okból kifolyólag sem. Csekély volt ugyanis az esélye annak, hogy a kevés számú repülőgép közül valamelyik is látótávolságon belülre kerülhetne egy léghajóhoz, mikor az eléri az angol partokat, ráadásul időközben a németek már éjszaka is bevetették őket. Emellett a léghajók leküzdése is gondot okozott volna, mivel nem tudták hogyan ártalmatlanítsák őket, még ha rájuk is találnak. A léghajók jóval magasabban tudtak repülni, mint a korabeli repülőgépek, ezért el sem tudták volna érni őket.
Végül arra jutottak, hogy az egyetlen hatásos védekezési mód az, ha megelőző támadást hajtanak végre a léghajók hangárai ellen, megsemmisítve bennük a légi járműveket még a földön.

## A brit tervek

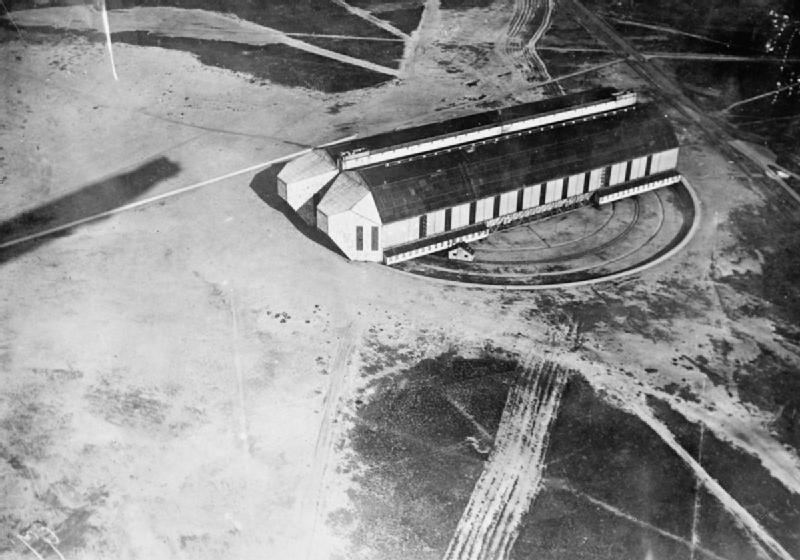
A nordholzi Hertha (később Nobel) fordítható duplahangár – a támadás célpontja

A feladatra az RNAS eastchurchi 3. repülőszázadát jelölték ki. Elsőként a Rajna-menti léghajóbázisokat (Köln és Düsseldorf) támadták az Antwerpen mellől felszálló repülőgépek szeptember-október folyamán. Düsseldorfban sikerült megsemmisíteniük egy léghajót, amin felbuzdulva Belfortba helyezték át az egységet, hogy onnan kiindulva novemberben Friedrichshafen ellen indítsanak támadást, ahol egy repülőgép elvesztése mellett szintén jelentősebb károkat tudtak okozni.
Ezen légikikötők pontos helyzetét a britek ismerték, de tudomásuk volt arról is, hogy Cuxhaven közelébe is telepítettek a németek egy bázist, ahonnan szintén támadhatták volna a szigetországot. Ez a bázis azonban nem volt elérhető az antant szárazföldi területeiről, így új megoldás után kellett nézniük.
A célra három repülőgép-anyahajót (Engadine, Riviera, Empress) terveztek Helgoland szigetének közelébe kiküldeni, ahol a hidroplánjaikat vízre tehették és azok innen indulva felderíthették és megsemmisíthették a hangárokban lévő léghajókat. Biztosításukra Reginald Tyrwhitt sorhajókapitány Harwichban állomásozó cirkálóinak és rombolóinak egy csoportját jelölték ki. A német hadikikötők elé tengeralattjárókat terveztek kiküldenii felderítési céllal. A britek számoltak a német flotta reakciójával és remélték, hogy a kifutó egységeiket a tengeralattjáróikkal vagy a biztosító kötelék segítségével megsemmisíthetik. A haditerv a Plan Y kódnevet kapta.
A kötelék október 24-én futott ki az akció végrehajtására, de azt a kedvezőtlen időjárás miatt egy nappal elhalasztották. Eközben azonban lefújták a hadműveletet, mert a parancsnokság úgy döntött, hogy abba be kell vonni nagyobb csatahajókat is, melyek a Harwich Force-t pár mérföld távolságból biztosítva beavatkozhatnak a küzdelembe, amennyiben a tengeralattjárózáron nagyobb német kötelék is átjutna. A hadművelet végrehajtásával próbálkoztak október végén és novemberben két ízben is. A második próbálkozásra november 24-én került sor, melynek fő célja már a Hochseeflotte kicsalogatása és a lesben álló Grand Fleet általi megsemmisítése volt, de a repülőgépek bevetése elmaradt, mivel a német rádióforgalom lehallgatásából megtudták, hogy egy cirkálókból és rombolókból álló német kötelék a repülőgépek indításának kijelölt helyéhez közel haladt el.
Végül 1914. december 2-án a hadművelet végrehajtásának időpontját december 25-ben rögzítették. David Beatty altengernagy csatacirkálói december 21-én hajóztak ki Rosythból, a 11 brit tengeralattjáró pedig december 23-24-én hagyta el Harwichot, a három anyahajó december 24-én 05:00-kor (GMT) követte őket ugyaninnen kiindulva. Szintén Harwichból indultak útnak indultak több részletben a közelbiztosításukat ellátó könnyű egységek is. A hadműveletben részt vett több más brit egység, köztük az 1. csatahajóraj (1st Battle Squadron) és a 6. cirkálóraj (6th Cruiser Squadron) is. Összesen több mint 100 hadihajó indult útnak a Harwich Force könnyű egységeinek biztosítására. A német kikötők elé Roger Keyes sorhajókapitány vezetésével 11 tengeralattjárót küldtek ki.
A német hadvezetés kémek jelentése révén értesült a brit haditengerészeti erők készülődéséről, de mivel számos hasonló riasztást kaptak már korábban is, a flottához küldött értesítésben csak a figyelem fokozására hívták fel a figyelmet. Az összevont blokádhajók nagy számából arra következtettek, hogy a britek a folyóikat készülnek eltorlaszolni velük, de valójában azokat Scapa Flow védelméhez tervezték felhasználni.

## A hidroplánok indítása

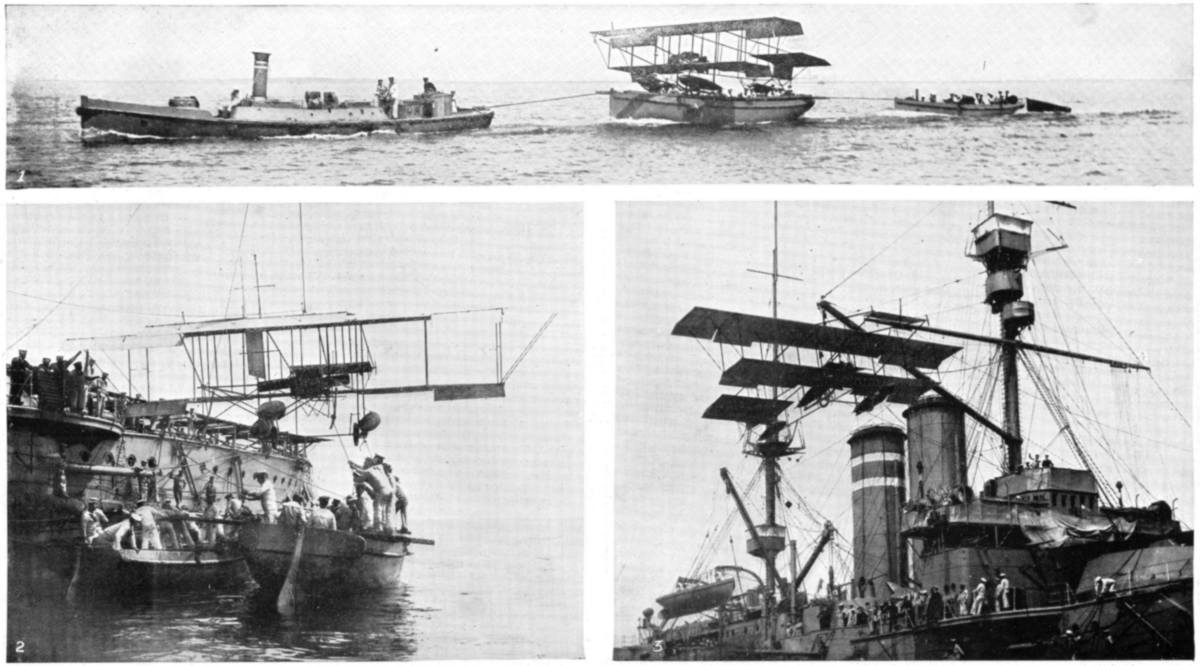
Hidroplánok alkalmazása hajókról

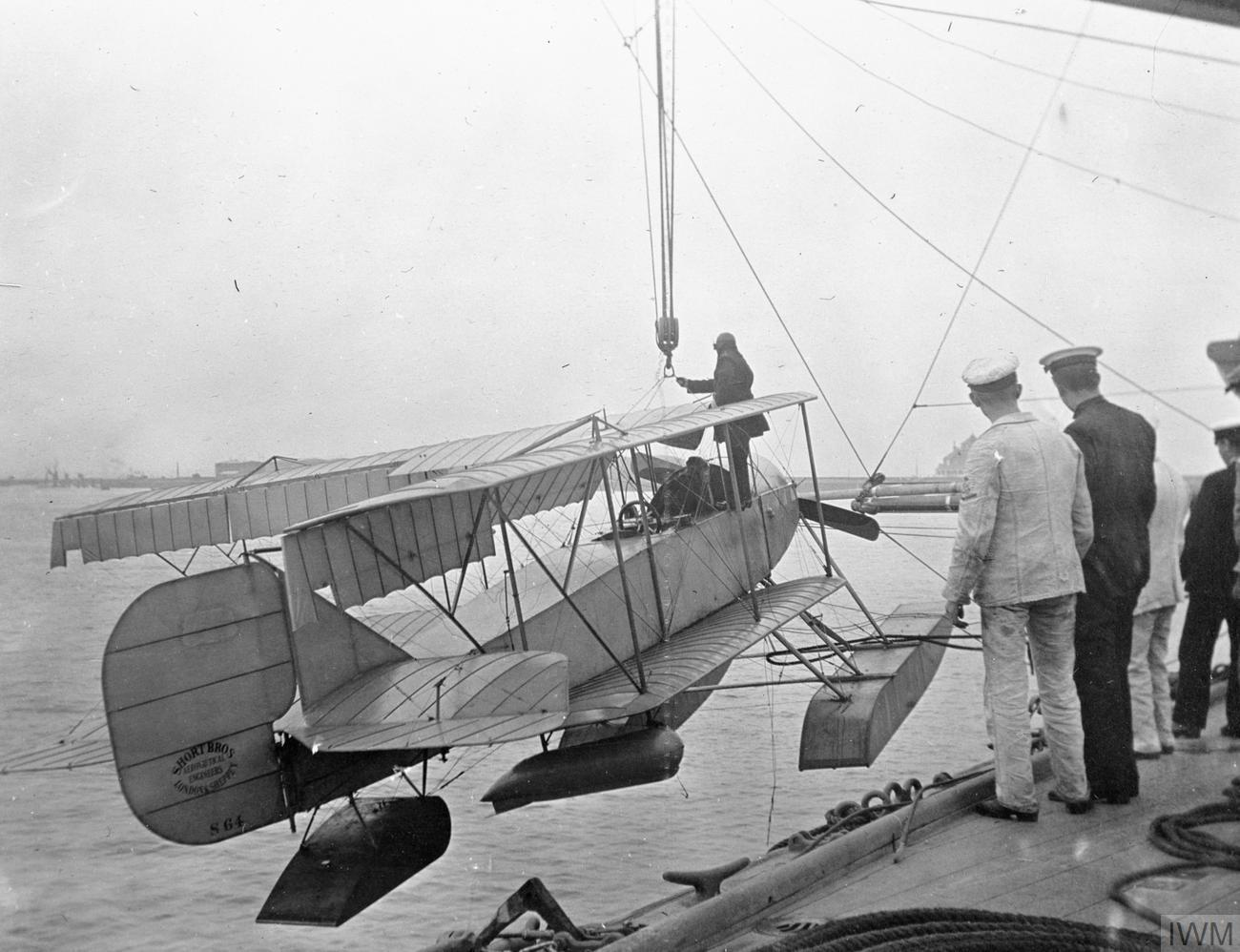
Short Admiralty Type 81 hidroplán

December 25-én 07:00-kor (06:00 GMT) az anyahajók elérték az indításhoz kijelölt helyüket Cuxhaventől 40 mérfölddel északnyugatra, Helgolandtól 15 mérföldre és itt megállva 30 perc alatt vízre tették a hidroplánokat. John Jellicoe tengernagy a Grand Fleettel eközben Helgolandtól 100 mérföldre északra várta a német flotta kifutását.
Mindegyik anyahajó egy három gépből álló rajt vitt magával. Az Engadine rajának parancsnoka C. L'E. Malone volt, egyben a rajtaütés vezetője is volt. A Rivieráé E. D. M. Robertson százados, az Empressé Frederick Bowhill százados volt. Mindegyik repülőgép kétszemélyes volt, de csak az Empress három gépén foglaltak helyet szerelők. Miután a célzást és a bombavetést is a pilóta végezte a részvételük valójában nem volt indokolt a bevetésen. Egy negyedik gépen foglaltak helyet még ketten, ugyanis Kilner gépébe megfigyelőként beült Erskine Childers, az ismert hajós és a Riddle of the Sands című regény szerzője, aki a háború előtt behajózta a térséget és segített a pilóták navigációs felkészítésében.
Az indulásra 07:54-kor adtak jelet, de mind a kilenc repülőgépnek nehézséget okozott a motorok beindítása a fagypont körüli hőmérsékletben és emiatt végül csak hét tudott elemelkedni: három Short Improved Type 74, két Short Type 81 és két Short Type 135. A gépek megjelölésében szerepelt a "Folders" szó is, ami a kihajtható szárnyaikra utalt. E megoldás révén könnyebb volt szállítani őket. 08:00-ig csak a két Short Admiralty Type 74 gép tudott felszállni, majd később több részletben másik öt repülőgép is el tudott emelkedni a vízről. A két üzemképtelen gépet (egy-egy Type 81 ill. Improved Type 74) visszaemelték a fedélzetre.
A repülőgépek elindítása illetve visszaemelése után a brit kötelék elhagyta a helyszínt, még épp időben ahhoz, hogy az őket észlelő U 6 támadási kísérletét meghiúsítsák. Az őrjáratozó tengeralattjáró 08:30-kor észlelte a parttól 20 tengeri mérföldre (37 km) lévő Harwich Force egységeit és rádión jelentette őket. Ez 90 perccel azután történt, hogy a brit kötelék elfoglalta a repülőgépek indítására kijelölt pozícióját, ami jelentős időnek tekinthető ahhoz képest, hogy a német tengeralattjárók és járőrhajók fokozták járőrtevékenységüket és az Elba torkolatánál horgonyzó német hajók készültségbe voltak helyezve.
A Mecklenburg csatahajó még a brit akció kezdete előtt 06:30-kor (05:30 GMT) tévedésből tüzet nyitott a ködből előbukkanó egyik német halászhajóra és a sortüzei visszhangzottak az Elba egész torkolatában. Az ágyúdörgést halló hadihajókon riadókészültséget rendeltek el. Mikor kiderült, hogy baráti hajóról van szó és 07:00-ig nem mutatkozott ellenség, a készültség szintjét csökkentették. Az anyahajók pont ekkor álltak meg a repülőgépeik vízre tételéhez.

## A támadás
A hidroplánok közül elsőként Francis Hewlett gépe bukkant elő az Elba torkolata feletti ködből 08:45-kor (07:45 GMT), hogy tájékozódjon a pozíciójáról. A rombolók és egy közelben álló csatahajó készenlétben lévő tüzérei hamar célba vették és tüzet nyitottak rá, ami miatt gyorsan vissza kellett térnie a ködfelhőbe. A többi brit pilóta is eltévedt a rossz időjárási körülmények miatt és tájékozódási kísérleteiket a német légvédelem tüze folyamatosan zavarta.
A repülőgépek két órán át próbáltak rátalálni a ködben a léghajók hangárjaira, de nem jártak sikerrel. Ellenben csaknem mindegyik gép látott levegőbe emelkedett léghajót, volt amelyik mind a kettőt is. Ez azt jelentette, hogy fő céljukat, a hangárokban való megsemmisítésüket már nem érhették el. Végül mivel már az üzemanyaguk fogytán volt, a pilóták egy ködmentes részt kerestek és az ott fellelhető célpontokat támadták. Hewlett 09:20-kor észrevett egy rombolót és támadást intézett ellene. Robert P. Ross egy alámerülő tengeralattjárót vélt felfedezni és azt vette támadás alá. Douglas A. Oliver egy hidroplánbázist támadt Langeoog szigetén. Charles H. K. Edmonds pedig a Stralsund és Graudenz könnyűcirkálókat. Vivian Gaskell Blackburn alhadnagy két bombát egy légvédelmi üteg állását célba véve, a harmadikat Wilhelmshaven városára dobta le. Ez utóbbi támadás bombáinak becsapódását a német jelentések nem említik.
Cecil F. Kilner és Arnold J. Miley százados nem tudott tájékozódni a ködben és miután nem tudtak kivenni egyetlen támadható célpontot sem, visszatértek a hajókhoz. Útközben megszabadultak a bombáktól, hogy ezzel is könnyítsenek a repülőgépükön. A nordholzi bázis jelentései szerint 09:20-kor egy repülőgép 300 méteres magasságból két bombát dobott le a léghajóbázisra, melyek közül az egyik a léghajók gáztartályainak közelében robbant fel. Ebből arra következtettek, hogy célzott támadás történt. Azonban ez merő véletlen lehetett, mivel egyik repülőgép sem találta meg a bázist. A (Ross vagy Miley vezethette) repülőgépet géppuskatűzzel sikerült elűzniük.
A támadás után a hidroplánok visszafordultak az anyahajók irányába. Az utolsó gép 10:35-kor (09:35 GMT) hagyta el a német partokat. Több gépnek már fogytán volt az üzemanyaga és csak kettő ért vissza a hajókhoz, a maradékuk útközben szállt le a vízre és a biztosítást végző brit rombolók vagy a tengeralattjárók vették fel a személyzetüket.
Mind a hét repülőgép személyzete túlélte a több mint három órán át tartó bevetést. Három repülőgép vissza tudott térni az anyahajókhoz, három másik Norderney sziget közelében szállt le a tengerre és a személyzetüket Martin Nasmith sorhajóhadnagy E11 tengeralattjárója vette a fedélzetére, még mielőtt az L 5 alámerülésre kényszerítette. A repülőgépeket elsüllyesztették, hogy ne kerülhessenek a németek kezére. A hetedik gépnek meghibásodott a hajtóműve és Helgolandtól 13 km-re kényszerleszállást hajtott végre. A gép pilótáját, Hewlett századost eltűntnek jelentették. Miután a hidroplán motorját nem tudta beindítani, a szerencséjére őt észrevevő holland Marta van Hattem halászhajóra szállt át, a repülőgépet pedig megsemmisítette. A halászhajó fedélzetén Ijmuidenbe utazott. Itt kapta kézhez György király gratuláló táviratát. Január másodikán Hook van Hollandon keresztül érkezett vissza Angliába.
Tyrwhitt 12:45-kor (11:45 GMT) rendelte el a visszavonulást, miután az anyahajók mellett landoló hidroplánokat kiemelték. Néhány romboló hátramaradt utóvédnek a kora délutáni órákig, Keyes az utolsó tengeralattjáróját 21:00-kor (20:00 GMT) rendelte vissza.

## Brit visszavonulás és német ellentámadás

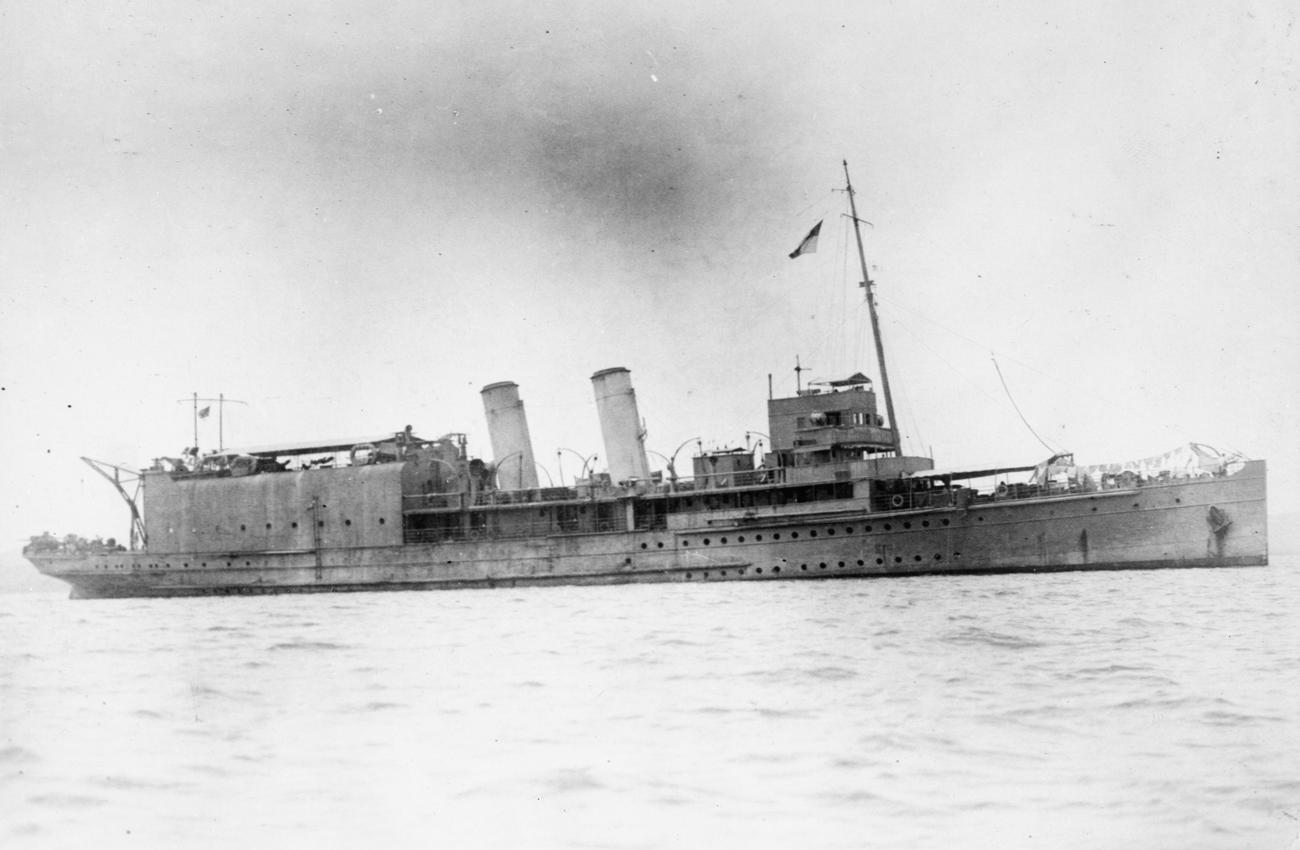
Az Empress repülőgép-anyahajó 1918-ban

A Hochseeflotte nem reagált a támadásra, mivel a titkosszolgálati értesülések alapján úgy vélték, hogy a teljes Grand Fleet kifutott és a közelben tartózkodik. A flotta egységei közül az U 6 észlelte az ellenséges köteléket, majd a Wega őrnaszád öt ellenséges repülőgépet, de mivel rádióval nem rendelkezett a Seefahrt járőrgőzöst (Vorpostendampfert) küldte az Elbe 1 világítóhajóhoz, amely rádión továbbította az információkat Helgolandnak.
Ellenben a haditengerészet repülőcsoportja (Marine-Fliegerabteilung) nagyon aktívnak mutatkozott és hidroplánokat valamint a két léghajót küldték ki az ellenséges erők helyzetének meghatározására. A Nordholzban állomásozó léghajók közül az L 6 07:30-kor, az L 5 08:49-kor emelkedett a magasba. 09:12-kor az L 5 három ellenséges repülőgépet észlelt a Weser torkolata felett és jelentette őket.
Az L 6-nak Helgolandnál morzejelekkel adták tudtára, hogy az ellenséges kötelék északkeleti irányban távozott. A keresésükre induló léghajó Helgolandtól 15 tengeri mérföldre (28 km) északra pillantotta meg őket, de a rádiója meghibásodása miatt ez az egység sem tudta azokat jelenteni a Seydlitznek. Egy Helgoland felől érkező német hidroplánnal morzejelekkel közölték az észlelést, mely Helgolandra visszatérve 20 percen belül továbbíttatta azt Hipper zászlóshajójának.
A visszavonuló brit kötelék 20 csomós sebességgel haladt, de az Empress kazánjainak meghibásodása miatt nem tudta tartani ezt a tempót és lemaradt a formációtól, így ezt a hajót érték az első támadások. Két hidroplán és az L 6 összesen 13 bombát dobott le rá, de egyik sem találta el. A legközelebb becsapódó bomba mindössze 20 lábnyira robbant fel a hajó orrától, de károkat az sem okozott. Az L 6 léghajó üldözőbe vette az anyahajót, de közben meghibásodás miatt a magasságából veszítve közvetlenül mellette bukkant ki a ködből. A léghajó három géppuskából tüzet nyitott a hajóra és a fedélzetéről gyorsan fedezéket keresett mindenki, majd puskákból nyitottak tüzet a veszélyes szituációból kitérni igyekvő L 6-ra. Az Empresst felépítményének elhelyezkedése akadályozta meg abban, hogy a 76 mm-es ágyúját rá tudja irányozni a németekre. Leszállás után három puskagolyó ütötte lyukat találtak a léghajón.
A harcban végül nem sérült meg egyetlen hajó, léghajó és repülőgép sem. Mivel a németeknek elfogyott a bombájuk, amivel támadhatták volna a briteket, visszafordultak a bázis felé.  Az egyik felderítő repülőgép, egy Friedrichshafen FF. 19-es 5 órát és 52 percet töltött a levegőben egyhuzamban, ami kiemelkedő teljesítménynek számított abban az időben.
A hazatérőben lévő brit hajók ellen támadást intéztek az U 20, U 22 és U 30 jelű tengeralattjárók, de azok manővereikkel el tudták kerülni a torpedókat és mind épségben tértek vissza támaszpontjaikra.

## Veszteségek
A karácsonyi támadás nem követelt emberéletet egyik oldalon sem. Német oldalon egy repülőgép került veszteséglistára, egy halászhajót (baráti tűzben) és két repülőgépet kisebb károk érték.
A britek veszteséglistájára került négy hidroplán, melyeket mind vízre szállásuk után kellett megsemmisíteniük, miután nem tudtak visszaérni az anyahajókhoz. A német légvédelem a britek három repülőgépét rongálta meg kisebb-nagyobb mértékben még a levegőben.
A repülőgépek elveszítésénél jóval nagyobb veszteség volt a Royal Navy több egységének megrongálódása. Három romboló és egy tengeralattjáró vált rövidebb ideig bevethetetlenné, a Conqueror és a Monarch csatahajók pedig a hazaúton december 27-én összeütköztek a ködben. A súlyos sérülések javításának elvégzéséhez dokkokba kellett őket állítani. A Monarch január 20-án állhatott ismét szolgálatba, míg a Conqueror sérüléseit csak márciusra javították ki teljesen. A viharossá vált időjárásban számos brit tengerészt is lesodort a víz a hajók fedélzetéről.

## Következmények
Bár a támadás nem okozott említésre méltó károkat a németeknek, mindenesetre biztonsági okokból az események hatására az Admiralstab a Hochseeflotte Cuxhavenben állomásozó egységeinek egy részét a Vilmos császár-csatorna különböző részeire helyezte át. A légi bázis légvédelmének megerősítésére hamarosan egy hat vadászrepülőgépből álló századot rendeltek Nordholzba.
A brit hajók megrongálódása következtében január első két hetében erőegyensúly alakult ki a Grand Fleet és a Hochseeflotte között. A briteknek ekkor csak 18 modern csatahajójuk és 5 csatacirkálójuk volt hadra fogható, míg a németeknek 17 csatahajó és 4 csatacirkáló állt a rendelkezésére. A németek az erőviszonyok ilyen alakulásával nem voltak tisztában, pedig hajóik minőségi fölénye révén jó eséllyel arathattak volna győzelmet a minimális számbeli fölényben lévő ellenséggel szemben egy esetleges összecsapás esetén.

## Értékelés
A Cuxhaven elleni karácsonyi támadás egy merész vállalkozás volt, eredménytelensége ellenére megmutatta a haditengerészeti repülőgépek alkalmazásában rejlő lehetőségeket és azok stratégiai jelentőségét, előrevetítve a jövő légi-tengeri csatáit. A csekély tényleges eredményeit a brit sajtó eltúlozva tálalta, hogy így gyakoroljon pozitív hatást a közhangulatra. A Flight Magazine szakfolyóirat 1915. január 1-ei száma némileg visszafogottabban méltatta a támadást:
"A Cuxhaven elleni támadás a »Naval Air Service« (sic) hidroplánjainak első bevetését jelenti az ellenséges kikötők ellen a tenger felől és, eltekintve az elért eredményektől, történelmi jelentőségű esemény. Ezen felül ez az első alkalom a történelem során, amikor egy haditengerészeti támadást egy időben hajtottak végre tenger alatt, a tengeren és a tenger felett."
A német irodalomban mindenesetre az események nem kaptak jelentős szerepet és a cuxhaveni hadinaplók is csak pár mondatban számoltak be az aznapi eseményekről.
A britek később a von der Tann csatacirkáló doggerbanki csatától való távolmaradását ennek a rajtaütésnek tudták be. Állításuk szerint a csatacirkáló a Graudenz könnyűcirkálóval ütközött össze és a sérülései javítása miatt nem volt bevethető januárban. Ez jelent meg a Naval Operations első kiadásában is, de a második kiadásban már nem szerepelt, miután a német hivatalos jelentéseket közzé tették. Ezekből kiderült, hogy a csatacirkálón ekkor az előre betervezett karbantartást végezték el és a rajtaütéskor végig lehorgonyozva állt a Hochseeflotte többi hajójával együtt.
A hadművelet az 1915 tavaszán végrehajtott további nyolc támadás főpróbája volt, melyeket az Északi-tengerről indítottak léghajócsarnokok ellen. Ezek azonban főként a könnyebben elérhető, dán határ melletti tonderni bázist érték és Cuxhavent a háború során többet már nem támadták.

## Kitüntetések
A támadásban való részvételéért Cecil Kilner és Charles Humphrey Kingsman Edmonds hadnagyok a brit katonai szolgálati érdemkereszt (DSO) kitüntetésben, míg James William Bell és Gilbert Howard William Budds tengerészaltisztek a brit legénységi érdemérem (DSM) kitüntetésben részesültek.

## Fordítás
- Ez a szócikk részben vagy egészben  a   Cuxhaven raid című angol Wikipédia-szócikk ezen változatának fordításán alapul.  Az eredeti cikk szerkesztőit annak laptörténete sorolja fel. Ez a jelzés csupán a megfogalmazás eredetét és a szerzői jogokat jelzi, nem szolgál a cikkben szereplő információk forrásmegjelöléseként.